# Bachhaus
Het Bachhaus is een museum in Eisenach in de Duitse deelstaat Thüringen. Het is gewijd aan de componist Johann Sebastian Bach (1685-1750) die in Eisenach geboren werd.
Het Bachhaus werd in 1907 geopend door de Neue Bachgesellschaft. Er zijn permanente en tijdelijke exposities opgebouwd op een vloeroppervlak van 600 m². Er zijn woonvertrekken ingericht en er kan worden geluisterd naar de muziek die hij componeerde. Er wordt live muziek gespeeld op historische instrumenten, zoals een klavecimbel, clavichord, spinet en een huisorgel. In een tussenruimte is de bibliotheek van Bach geplaatst, met 51 titels verdeeld over 82 boekwerken. Het gaat hier om theologische werken uit zijn nalatenschap.
Aan het museum is een tweede gebouw in moderne architectuur gebouwd dat in het voorjaar van 2007 werd opengesteld voor het publiek. In dit gebouw wordt de aandacht geheel gericht op de muziek van Bach. Aan de hand van originele geschriften kan de bezoeker hier de totstandkoming van muziekstukken volgen.

## Impressie

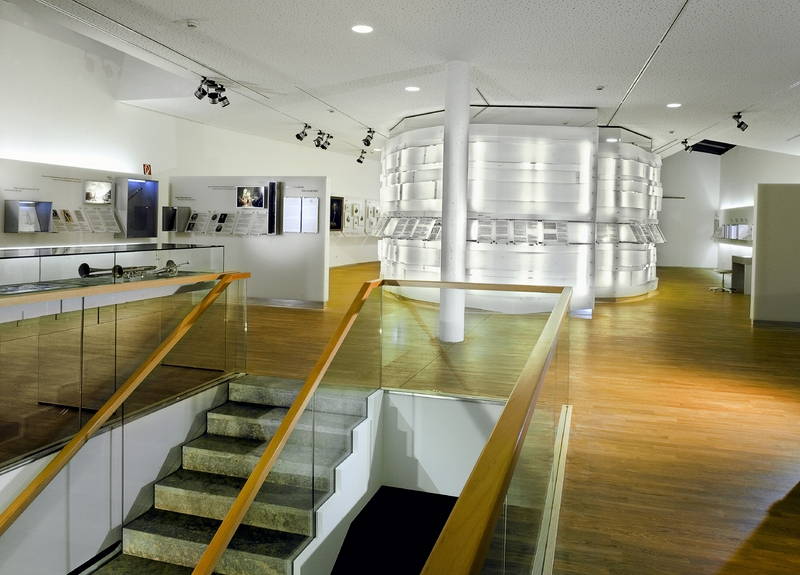
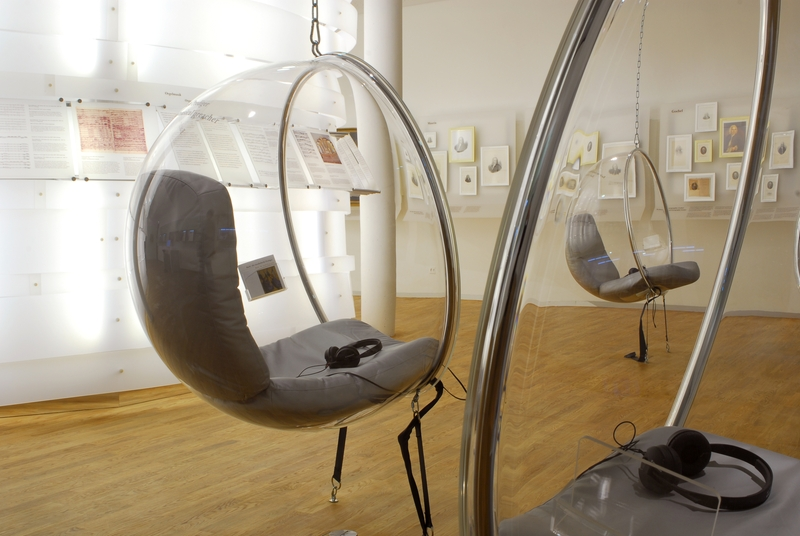
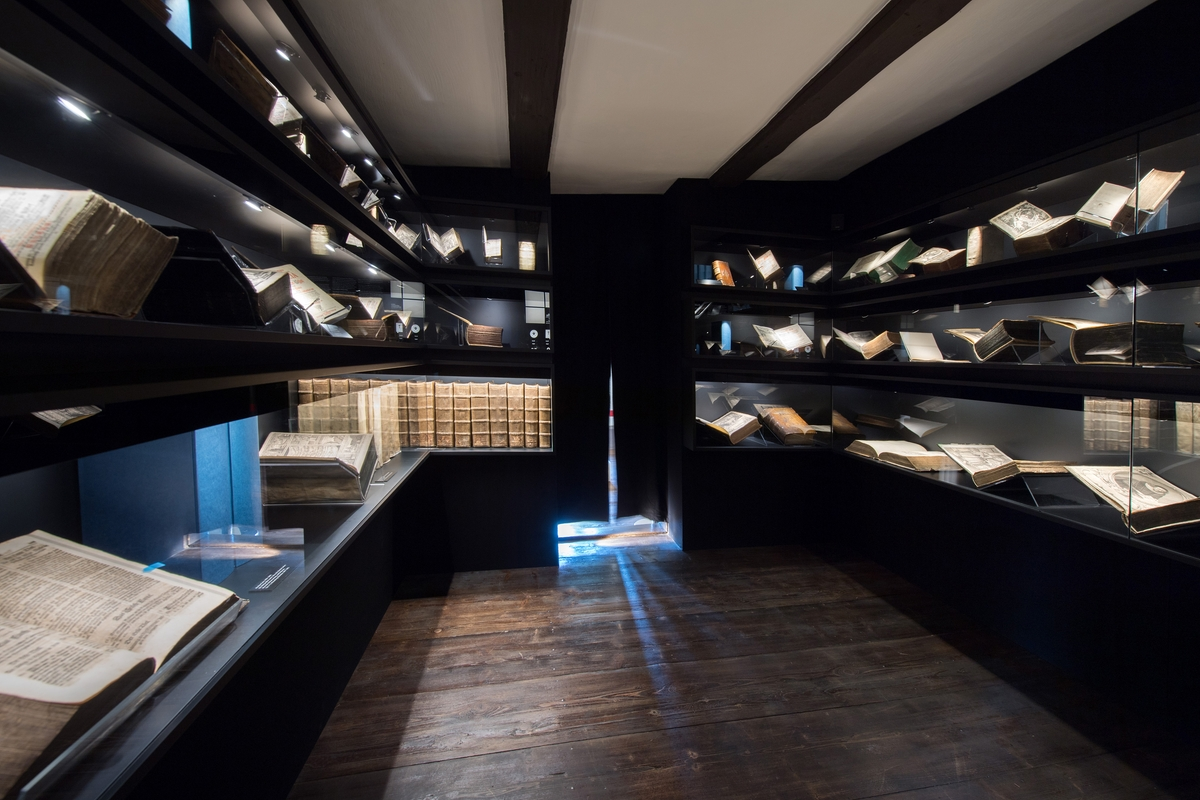
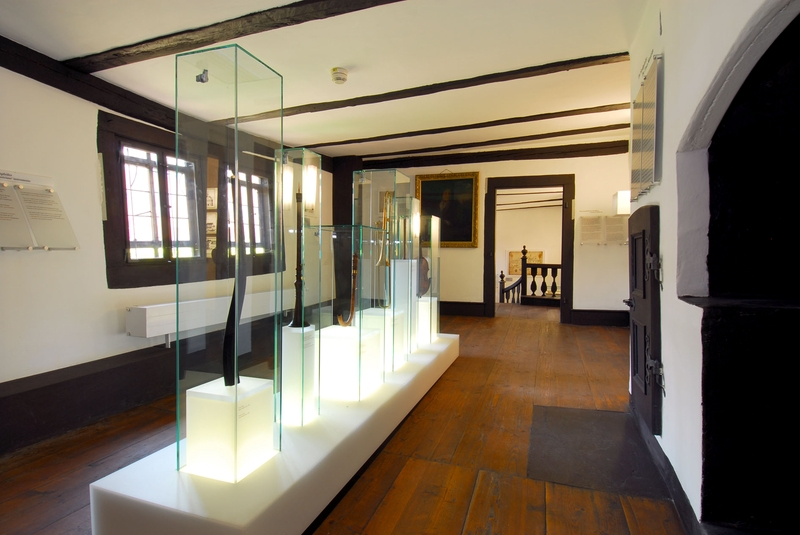
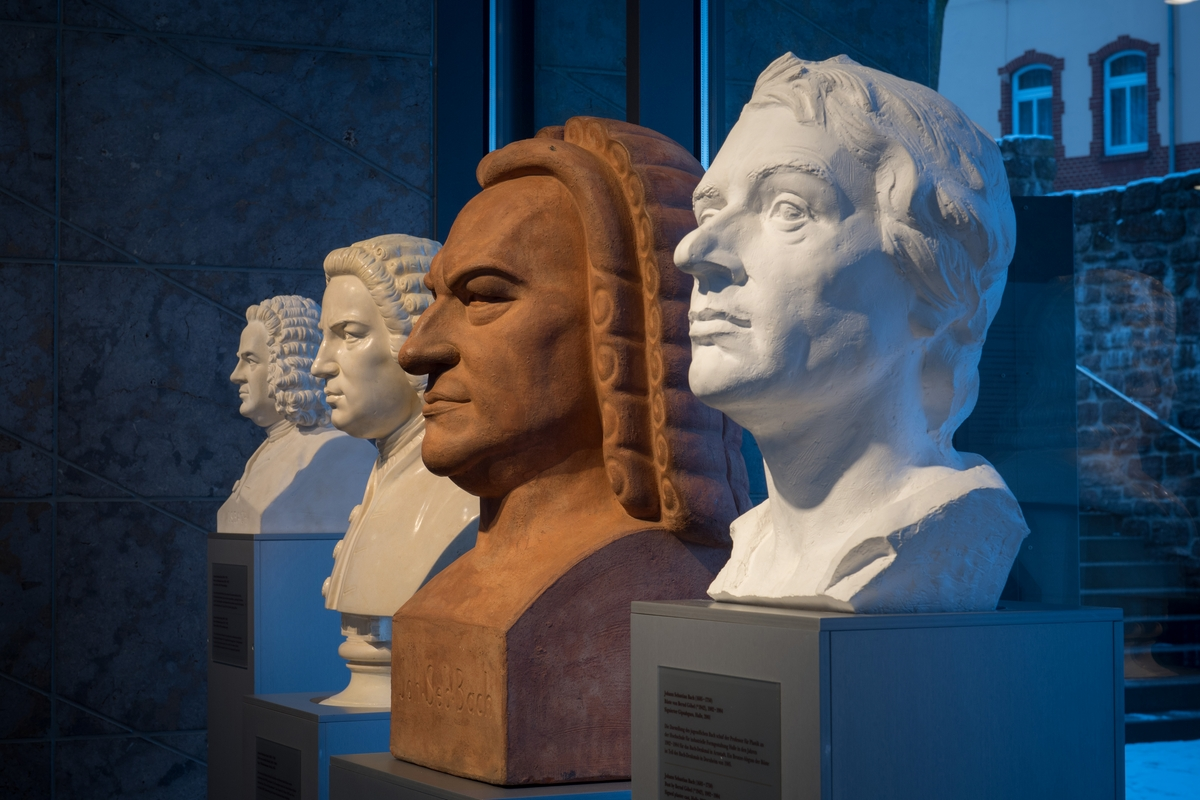
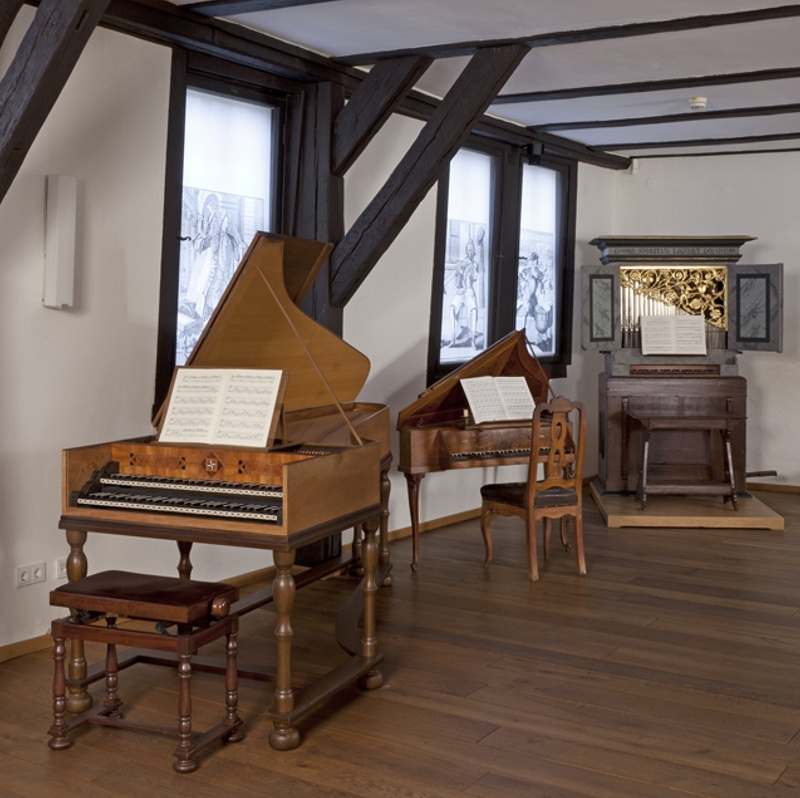
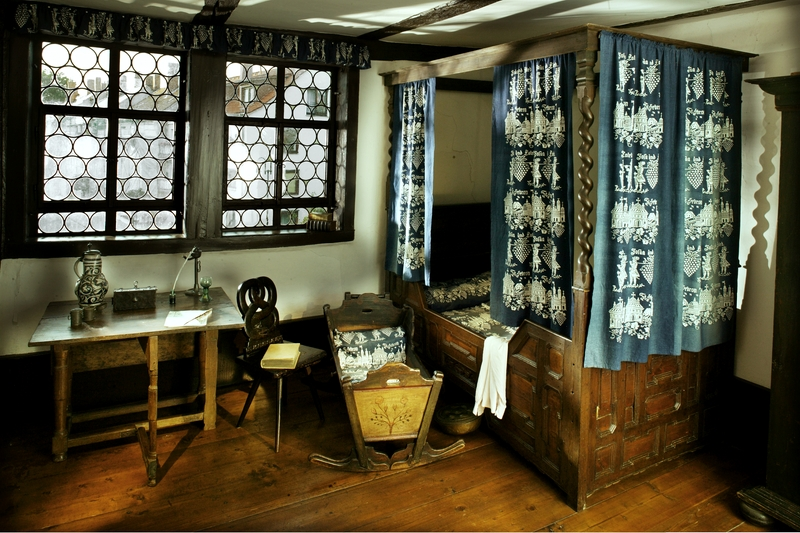
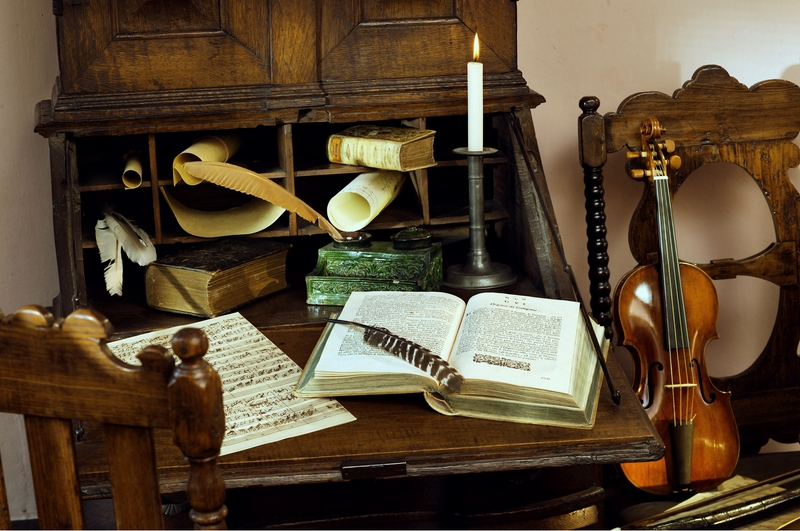